# Kora (cantante)
Kora, pseudonimo di Olga Aleksandra Sipowicz (Jackowska) (Cracovia, 8 giugno 1951 – Bliżów, 28 luglio 2018), è stata una cantante polacca, voce principale del gruppo musicale Maanam.

## Discografia

### Album con i Maanam
- 1980 - Maanam
- 1982 - O!
- 1983 - Night Patrol
- 1984 - Nocny Patrol
- 1984 - Totalski No Problemski
- 1984 - Kminek dla dziewczynek
- 1985 - Wet Cat
- 1985 - Mental Cut
- 1987 - The Best Of...
- 1988 - Live
- 1989 - Sie sciemnia
- 1991 - The Singles Collection
- 1991 - Derwisz i anioł
- 1992 - The Best Of - Czerwień
- 1992 - The Best Of - Błękit
- 1992 - The Best Of - Fiolet
- 1992 - The Best Of
- 1992 - The Best Of Kora & Maanam - volumne I & II
- 1993 - Maanamania
- 1994 - Róża
- 1995 - Ballady
- 1996 - Łóżko
- 1997 - Rockandrolle
- 1998 - Klucz
- 2000 - Hotel Nirvana
- 2000 - Live
- 2004 - Znaki szczególne

### Album da solista
- 2011 - Ping Pong